# Nunubuti
Nunubuti ist eine osttimoresische Aldeia im Suco Carabau (Verwaltungsamt Bobonaro, Gemeinde Bobonaro). 2015 lebten in der Aldeia 244 Menschen.

## Geographie
Nunubuti liegt im Nordosten des Sucos Carabau. Westlich befindet sich die Aldeia Udu-Ai, südlich die Aldeia Tasibalu und nordöstlich die Aldeias Carabau und Atumnaro. Im Nordwesten grenzt Nunubuti an den Suco Tebabui und im Osten an den Suco Mape. Die Grenze zu Tebabui bildet der Babalai, ein Nebenfluss des Marobo. Durch den Westen von Nunubuti fließt der Loumea.
Durch den Nordwesten führen zwei Straßen, an denen einige Gebäude stehen. Der Hauptort Nunubuti liegt im Norden der Aldeia und reicht bis in die Aldeia Atumnaro hinein.

## Politik
2023 wurde Mario Magno zum Chefe de Aldeia gewählt.